# Pseudocentrotus
Pseudocentrotus is een geslacht van zee-egels uit de familie Strongylocentrotidae.

## Soorten
- Pseudocentrotus depressus (A. Agassiz, 1864)
- Pseudocentrotus stenoporus Nisiyama, 1966 †